# Chilomycterus schoepfii
Chilomycterus schoepfii är en fiskart som först beskrevs av Johann Julius Walbaum 1792.  Chilomycterus schoepfii ingår i släktet Chilomycterus och familjen piggsvinsfiskar. IUCN kategoriserar arten globalt som livskraftig. Inga underarter finns listade i Catalogue of Life.